# Aphelinus automatus
Aphelinus automatus är en stekelart som beskrevs av Girault 1911. Aphelinus automatus ingår i släktet Aphelinus och familjen växtlussteklar. Inga underarter finns listade i Catalogue of Life.